# Anguillospora crassa
Anguillospora crassa är en svampart som beskrevs av Ingold 1958. Anguillospora crassa ingår i släktet Anguillospora, ordningen Pleosporales, klassen Dothideomycetes, divisionen sporsäcksvampar och riket svampar.   Inga underarter finns listade i Catalogue of Life.